# Nikola Corporation
Nikola Corporation è un'azienda statunitense che ha annunciato una serie di concept di veicoli a emissioni zero dal 2016 e ha indicato l'intenzione di produrne alcuni in futuro. L'azienda ha sede a Phoenix, Arizona, dove si trova la sua struttura di ricerca e sviluppo. L'azienda prende il nome dal famoso inventore Nikola Tesla.
Da giugno 2020 è quotata al NASDAQ. Nell'ottobre 2022 l'ex-CEO e fondatore Trevor Milton è stato dichiarato colpevole per 3 delle 4 accuse di frode di cui era stato incolpato.
Nel febbraio 2025 ha iniziato le procedure del chapter 11 a causa delle difficoltà finanziarie.

## Storia
Nikola è stata fondata da Trevor Milton nel 2014 a Salt Lake City, Utah. Alla fine di novembre 2018, ha annunciato i piani per un evento Nikola World per il 16-17 aprile 2019, nella vicina Scottsdale, in Arizona . L'evento infrasettimanale di due giorni doveva includere un Demo Day pubblico per mostrare il camion Nikola Two e il Nikola NZT UTV.
Nel marzo 2019, Nikola ha acquisito un lotto di 389 acri a Coolidge, in Arizona, per 23 milioni di dollari, con future agevolazioni fiscali statali e locali. Nikola ha dichiarato nel 2019 che la fabbrica di autocarri inizierà la costruzione nel 2020, a produrre camion nel 2021 e sarà in grado di costruire 35-50.000 camion all'anno entro il 2023.
Nel marzo 2020, Nikola ha annunciato i suoi piani di fusione con VectoIQ Acquisition Corporation (ticker VTIQ), una società di acquisizione per scopi speciali quotata in Borsa gestita dall'ex dirigente della General Motors Co. Steve Girsky. Ciò ha portato la società combinata ad essere quotata alla Borsa NASDAQ con il simbolo del ticker NKLA. Le azioni di Nikola hanno iniziato a essere negoziate il 4 giugno 2020, un giorno dopo il completamento della fusione. Entro il 9 giugno, le azioni erano più che raddoppiate da quando hanno iniziato a fare trading, poiché gli investitori hanno continuato a scommettere sul potenziale di crescita del trasporto elettrico. Il presidente esecutivo di Nikola, Trevor Milton, ha twittato all'inizio di giugno che la società avrebbe iniziato a prendere le prenotazioni per il camioncino, il Badger, il 29 giugno.
La società è stata valutata intorno ai 13 miliardi all'inizio di agosto 2020, rispetto al suo fatturato nei primi sei mesi del 2020 di $ 80.000 ($ 36.000 dei quali sono stati attribuiti all'installazione di impianti solari per il CEO Milton).
L'8 settembre 2020, dopo che già in giugno il gruppo CNH Industrial era entrato nella società con una partecipazione del 6,7% attraverso Iveco, Nikola e General Motors hanno annunciato una partnership, con la quale GM avrebbe acquisito una partecipazione dell'11% in Nikola (del valore di circa $ 2 miliardi al momento dell'annuncio). GM guadagnerebbe anche il diritto di nominare un membro nel consiglio di Nikola. In cambio, GM ha accettato di utilizzare i suoi impianti di produzione per iniziare la produzione del Badger, oltre a fornire le celle a combustibile a idrogeno di Nikola a livello globale. Le azioni Nikola sono aumentate del 50% dopo l'annuncio.
Il 20 settembre 2020, Trevor Milton, che nella società ha una partecipazione del 20%, si è dimesso da presidente esecutivo in seguito alle accuse di frode in titoli formulate in una relazione rilasciata da Hindenberg Research. Al suo posto Stephen Girsky, già nel consiglio d'amministrazione. Le dimissioni hanno causato un calo del 20% del prezzo delle azioni di Nikola Corp.
Da settembre 2020 ad ottobre 2022 il fondatore Trevor Milton ha venduto la quasi totalità delle sue partecipazioni.
Nell'agosto 2022, Nikola ha annunciato che avrebbe acquisito la società di batterie Romeo Power. Il 4 agosto 2022, è stato riferito che Nikola ha consegnato 48 veicoli ai concessionari e ha registrato un fatturato di $ 18,1 milioni. Nel settembre 2022, tutti i 93 veicoli elettrici a batteria Tre Classe 8 sono stati richiamati a causa di un problema con il gruppo dell'ancoraggio della cintura di sicurezza. Nikola ha pubblicato nell'ottobre 2022 di aver completato l'acquisizione di Romeo e "non vede l'ora di sfruttare le opportunità future".

Il 19 maggio 2025 l'azienda presenta istanza di fallimento 

### Prototipi e primi progetti
Nikola ha annunciato pubblicamente una serie di prototipi di veicoli a emissioni zero dal 2014 e ha svelato alcuni concept car che l'azienda intende sviluppare per la vendita al pubblico. Di tali modelli solo il TRE è stato presentato.

### Nikola NZT
Nel 2016, un prototipo di concept, il Nikola NZT, in precedenza denominato Nikola Zero, stato presentato come un veicolo utilitario (UTV) con batteria da 72 o 107 kWh. Poco tempo prima della fine del 2016, è stato scorporato in un prodotto per sport motoristici, nella divisione Nikola Powersports .

### Nikola One
Nel 2016, la società ha presentato un progetto di alto livello di un camion elettrico di classe 8 alimentato a idrogeno chiamato Nikola One, destinato quindi ad essere in produzione nel 2020.
Il furgone sarà dotato di freni rigenerativi per integrare i tradizionali freni a disco, riducendo lo spazio di arresto e il consumo di carburante. La versione a idrogeno è stata presentata a dicembre 2016 e dovrebbe essere disponibile entro il 2019.
L'azienda ha detto che in alcuni mercati il gas naturale compresso può essere utilizzato per alimentare un generatore a turbina a gas di bordo anziché le celle a combustibile a idrogeno.
Nel maggio 2018, Nikola Motor Company ha intentato una causa contro Tesla, Inc. chiedendo 2 miliardi di dollari di danni sostenendo che Tesla Semi viola diversi brevetti che Nikola ha ottenuto sul design del Nikola One. Tesla ha risposto che la causa è senza merito.
Nel maggio 2018, Anheuser-Busch ha emesso un presunto ordine per un massimo di 800 delle versioni di camion concettuali alimentate a idrogeno e Nikola ha affermato che i camion avrebbero iniziato a essere consegnati nel 2020.

### Nikola Tre
Nel novembre 2019, l'azienda ha svelato il concept di camion elettrico Nikola Tre, una versione elettrica dell'Iveco S-Way che sarebbe destinata al mercato europeo australiano e asiatico. Nikola afferma che la Tre avrà da 500 a 1.000 cavalli e un'autonomia da 500 a 1.200 chilometri. Il CEO Trevor Milton ha dichiarato che la produzione inizierà contemporaneamente alle versioni per autocarri statunitensi, ovvero il 2022-2023. Nel settembre del 2021 il TRE viene presentato al pubblico e viene annunciata la produzione nello stabilimento Iveco-Magirus di Ulm in Germania.

### Nikola Reckless
Il Nikola Reckless è un concept vehicle progettato per essere un fuoristrada tattico completamente elettrico di livello militare.

## L'accusa di frode
Trevor Milton ha affermato che coloro che vendono allo scoperto le azioni Nikola sono fan di Tesla, che si presume non siano azionisti di Nikola ma "account di parte a pagamento o anti-Nikola".
Nel settembre 2020, due giorni dopo che Nikola aveva stabilito legami con la General Motors, la Hindenburg Research (società di investimenti attivista orientata al short-selling) ha pubblicato un rapporto in cui affermava che Nikola era "un'intricata frode costruita su dozzine di bugie nel corso della carriera del suo fondatore e presidente esecutivo Trevor Milton". Tra i diversi punti sollevati, veniva smontato un noto video promozionale pubblicato da Nikola nel 2018 di un camion Nikola One che sembrava funzionare con un'erogazione autonoma di potenza. Il tratto di strada su cui era stato girato il video ha infatti una pendenza lunga e graduale in grado di accelerare i veicoli a velocità autostradale. Nikola ha ripetutamente descritto il camion come "in movimento", rendendo vago se il camion si stesse muovendo con le proprie forze. Ulteriori verifiche da parte del Financial Times hanno confermato l'affermazione riguardante il camion che rotola lungo un pendio. Le azioni di Nikola sono diminuite del 10% quel giorno, mentre le azioni della General Motors sono diminuite del 4%. Al 12 settembre, le azioni Nikola erano diminuite del 36%.
Nikola in seguito ha risposto a queste affermazioni definendo le accuse fatte da Hindenburg "false e fuorvianti", affermando che il veicolo su ruote è stato filmato da una terza parte per uno spot pubblicitario e che gli investitori non sono stati ingannati perché era solo una dimostrazione teatrale. Nikola ha tuttavia confermato che il veicolo non era guidato dal proprio propulsore ma conteneva solo "parti funzionali" come cambio e batterie, ma non una cella a combustibile. La società "ha deciso di non investire ulteriori risorse nel completamento del processo per far guidare il Nikola One con la propria propulsione". Nikola ha anche affermato che un camion funzionante dell'azienda è stato filmato nel 2019 e che stava sviluppando il proprio inverter, pur ammettendo di aver utilizzato semplicemente un inverter di terze parti, contraddicendo le precedenti affermazioni della società secondo cui si trattava di un inverter sviluppato internamente.
In risposta al report di Hindenburg, Mary Barra, CEO di General Motors, ha affermato che la sua azienda ha condotto un'adeguata due diligence prima del suo accordo con Nikola. Le azioni della società hanno continuato a crollare dopo che la SEC ha avviato un'indagine sulle accuse di frode.